# Marko Lukenda
Marko Lukenda (Barlovci, Banja Luka, 27. svibnja 1946.), hrvatski romanopisac, književni kritičar i jezikoslovac iz BiH.
Brat je Filipa, katoličkog svećenika i mučenika, kojeg su jugokomunističke vlasti šikanirale od djetinjstva, počevši od otimanja dječje dekice s njegove kolijevke, do progona, montiranog procesa i uzništva u KPD Foči gdje su ga planirali ubiti, a od smrti ga je spasio skori pad komunizma. No, ubili su ga velikosrbi tijekom agresije na Hrvatsku i BiH u župi Presnaču nekoliko godina poslije, zajedno s časnom sestrom Cecilijom Grgić.

## Životopis
Rodio se je u Barlovcima kod Banje Luke. U rodnim Barlovcima završio je osnovnu školu. Gimanziju je pohađao u Zagrebu na Šalati, a onda je otišao u Đakovo gdje je završio 3. i 4. razred gimnazije i maturirao. 1965. je upisao studij bogoslovlja u Đakovu. Studij je nastavio u Beču. Ondje je diplomirao i magistrirao kao laik iz teologije. Na bečkom je Filozofskom fakultetu studirao slavistiku i povijest umjetnosti te ih diplomirao i doktorirao 1978. godine. Po povratku u Hrvatsku iste godine zaposlio se je kao znanstveni asistent na Zavodu za hrvatski jezik. Sljedećih je 14 godina vodio odjel za hrvatsku terminologiju pri tom Institutu. Nakon toga je vanjski suradnik Insituta za hrvatski jezik i jezikoslovlje. Proučava hrvatsko nazivlje. Napisao brojne znanstvene rasprave, članke i prikaze. Stalni je suradnik i lektor Naše riječi, lista hrvatskih katoličkih misija u Austriji.

## Djela
Autor je i suautor nekoliko knjiga.
Autor:
- Spaljene zemaljske ruže[1]
- Ivan Franjo Jukić - franjevac i ilirac redovnik naroda i domovine[1]
- Presnački mučenici[1] (2 izdanja)[2]
- Živjeti negdje drugdje[2]

Suautorska djela:
(izbor)
- Eugenija Barić, Lana Hudeček, Nebojša Koharović, Mijo Lončarić, Marko Lukenda, Mile Mamić, Milica Mihaljević, Ljiljana Šarić, Vanja Švaćko, Luka Vukojević, Vesna Zečević, Mateo Žagar, Hrvatski jezični savjetnik, u redakciji izvršnoga uredništva Lane Hudeček, Milice Mihaljević i Luke Vukojevića, Institut za hrvatski jezik i jezikoslovlje, Pergamena, Školske novine, Zagreb, 1999., ISBN 953-6637-03-0
- Gradišćanskohrvatsko-hrvatsko-nimški rječnik (suautori Nikolaus Bencsics, Božidar Finka, Ivo Szucsich, Antun Šojat, Josef Vlasits, Stefan Zvonarich, Zrinka Babić, Eugenija Barić, Jasna Finka, Mijo Lončarić, Marko Lukenda, Mile Mamić, Mira Menac-Mihalić, Ante Sekulić, Ljerka Šojat, Marija Znika ),[2] Zagreb/Željezno, 1991.